# Fluocinolona acetonida
Fluocinolona acetonida é um corticosteroide primariamente usado em dermatologia para reduzir inflamação da pele e aliviar coceiras. É uma derivado sintético da hidrocortisona. A substituição de flúor na posição 9 no núcleo de esteróides aumenta grandemente a sua atividade. Foi sintetizado pela primeira vez em 1959 no Departamento de Pesquisa da Syntex Laboratories S.A, Cidade do México City. Preparações que o continham foram comercializados pela primeira vez sob o nome Synalar. Uma dosagem típica utilizada em dermatologia é 0,01–0,025%. Um desses cremes é vendido sob a marca Flucort-N e inclui o antibiótico neomicina.
Fluocinolona acetonida tem também sido encontrada em condrogênese associada a TGF-β fortemente potencializada de células mesenimáticas/progenitoras da medula óssea, aumentando os níveis de colágeno tipo II por mais de 100 vezes comparado a amplamente usada dexametasona.
Implantes intravíricos de fluocinolona acetonida tem sido utilizados para tratar uveítes não infecciosas. Uma revisão sistemática não pode determinar se implantes de fluocinolona acetonida são superiores ao tratamento padrão de cuidados para uveítes.